# Сонмохальні
Сонмохальні або гіпнобрієві (Hypnales або Hypnobryales) — порядок листостеблових мохів підкласу брієві (Bryidae). У цьому порядку представлені ґрунтові, скельні та епіфітні плеврокарпні (бокоплідні) мохи, які утворюють окремі дернинки або килими. Спорогони у них бічні. В Україні росте понад 150 видів.

## Класифікаця
Ряд включає 42 родин і понад 4000 видів:
| - Amblystegiaceae - Anomodontaceae - Brachytheciaceae - Calliergonaceae - Catagoniaceae - Climaciaceae - Cryphaeaceae - Echinodiaceae - Ентодонтові (Entodontaceae) - Fabroniaceae - Fontinalaceae |  | - Helodiaceae - Гілокомієві (Hylocomiaceae) - Hypnaceae - Lembophyllaceae - Leptodontaceae - Lepyrodontaceae - Leskeaceae - Leucodontaceae - Meteoriaceae - Microtheciellaceae - Miyabeaceae |  | - Myriniaceae - Myuriaceae - Neckeraceae - Orthorrhynchiaceae - Phyllogoniaceae - Plagiotheciaceae - Prionodontaceae - Pterigynandraceae - Pterobryaceae - Pylaisiadelphaceae |  | - Regmatodontaceae - Rhytidiaceae - Rutenbergiaceae - Sematophyllaceae - Sorapillaceae - Stereophyllaceae - Symphyodontaceae - Theliaceae - Thuidiaceae - Trachylomataceae |